# ۶۴۴ (میلادی)
۶۴۴ (میلادی) ششصد و چهل و چهارمین سال تقویم میلادی است.
سال ۶۴۴  یک سال کبیسه بود که از روز پنجشنبه در تقویم ژولیانی آغاز می‌شد. عدد ۶۴۴ برای این سال از اوایل قرون وسطی، زمانی که تقویم آنو دومینی به روش رایج در اروپا برای نامگذاری سال‌ها تبدیل شد، مورد استفاده قرار می‌گرفت.

## رویدادها[۲]
آسیا
امپراطور تایزونگ از سلسله تانگ، یک نیروی اعزامی چینی را برای حمله و الحاق پادشاهی کاراساهر در حوضه تاریم در سین کیانگ، که دست نشانده خاقانات ترک غربی بود، اعزام کرد. دولت واحه فتح شد و ترک‌های غربی که برای کمک به کاراساهر فرستاده شده بودند، توسط نیروهای تانگ شکست خوردند.
زنکوجی، یک معبد بودایی و نقطه عطفی در ناگانو، ژاپن، رسماً توسط ملکه کوگیوکو ساخته شد.
بریتانیا
آسوین، پسر پادشاه فقید اوسیک دیرا، علی‌رغم اعتراضات مسلحانه پادشاه اوسویو برنیسی، موفق می‌شود خود را به عنوان پادشاه دیرا (انگلستان شمالی) تثبیت کند. جانشینی او، احتمالاً انتخاب مردم دیرا، پادشاهی نورثامبریا را تجزیه می‌کند.
امپراتوری بیزانس
والنتینوس، ژنرال بیزانسی، تلاش می‌کند تا تاج و تخت دامادش کنستانس دوم را غصب کند. او با گروهی از سربازان بیزانسی در دروازه‌های قسطنطنیه ظاهر می‌شود و درخواست تاجگذاری به عنوان امپراتور را می‌کند. ادعای او رد می‌شود و والنتینوس توسط مردم اعدام می‌شود.
امپراتوری اسلامی
3 نوامبر - خلیفه دوم عمر، حکومت 634-644، بر اثر زخم‌هایی که توسط برده ایرانی ابولؤلؤ فیروز در مدینه وارد شده بود، درگذشت. او در بستر مرگ کمیته‌ای را برای تعیین جانشین خود تعیین می‌کند. آنها عثمان بن عفان را انتخاب کردند که سومین خلیفه از خلفای راشدین شد.

## زادگان[۳]
لی جیائو، صدراعظم سلسله تانگ (متوفی 713)

## درگذشتگان
17 ژانویه - سولپیتیوس پارسا، اسقف و قدیس فرانسوی
10 اکتبر - پائولینوس، اسقف اعظم یورک[4]
اتو، شهردار قصر (اتریش)
رادولف، پادشاه تورینگن (تاریخ تقریبی)
ترودپرت، مبلغ ایرلندی (یا 607)
ابولؤلؤ فیروز، قاتل عمر اول
عمر اول، خلیفه مسلمان (ح. 634-644)
والنتینوس، ژنرال بیزانسی و غاصب